# Ханци, Тебохо
Тебохо Ханци (англ. Teboho Khantsi; род. 1 января 1991) — лесотский шоссейный велогонщик и маунтинбайкер.

## Карьера
Многократный чемпион Лесото по шоссейному велоспорту и призёр чемпионата Лесото маунтинбайку. Несколько раз принимал участие в Играх Содружества. Призёр парной маунтинбакерской гонки Лесото Скай.
В 2014 году участвовал в Играх Содружества 2014 в Глазго (Шотландия). На них в групповой гонке, проходившей под проливным дождём он как и большинство участников, сошёл с дистанции. Из 139 стартовавших финишировать сумели только 12 человек.
В 2019 году принял участие в Африканских играх 2019, проходивших в Рабате (Марокко), где выступил в двух гонках. Сначала в индивидуальной гонке занял 37-е место, уступив почти 13,5 минуты её победителю южноафриканцу Райану Гиббонсу. А затем в групповой гонке занял 84-е место, уступив 24,5 минуты её победителю алжирцу Юсефу Региги.
В 2022 году на Играх Содружества 2022 в Бирмингеме (Англия) стартовал в групповой гонке, но не смог финишировать как ещё 48 человек.

## Достижения

### Шоссе
2013
 Чемпионат Лесото — групповая гонка
2-й на Koro-Koro
2021
 Чемпионат Лесото — групповая гонка
2023
3-й на Чемпионат Лесото — групповая гонка

#### Рейтинги
| Год                 | 2013 | 2014 | 2015 | 2016 | 2017 | 2018 | 2019 | 2020 | 2021  | 2022   | 2023   |
| ------------------- | ---- | ---- | ---- | ---- | ---- | ---- | ---- | ---- | ----- | ------ | ------ |
| Мировой рейтинг UCI |      |      |      | -    | -    | -    | -    | -    | 906-й | 2288-й | 1748-й |
| Африканский тур UCI | 42-й | -    | -    | -    | -    | -    | -    | -    | 37-й  | 136-й  | 104-й  |
|                     |      |      |      |      |      |      |      |      |       |        |        |
| Источник: UCI       |      |      |      |      |      |      |      |      |       |        |        |

### Маунтинбайк
2012
3-й на Чемпионат Лесото — кросс-кантри
5-й на Лесото Скай
2014
2-й на Чемпионат Лесото — кросс-кантри
2-й на Лесото Скай
2016
3-й на Лесото Скай
2017
3-й на Чемпионат Лесото — кросс-кантри марафон